# Miyoshi Nagayoshi
Miyoshi Nagayoshi est un nom japonais traditionnel ; le nom de famille (ou le nom d'école), Miyoshi, précède donc le prénom (ou le nom d'artiste).
Miyoshi Nagayoshi (三好 長慶, 10 mars 1522 - 10 août 1564), fils ainé de Miyoshi Motonaga, est un samouraï et daimyo, chef du clan Miyoshi à l'époque Sengoku. Nagayoshi porte les titres de cour Shūri-dayū (修理太夫) et Chikuzen no kami (筑前守), mais est aussi connu sous le nom plus chinois de Chōkei (長慶). Sous sa direction, le clan Miyoshi connaît un important accroissement de puissance et s'engage dans une campagne militaire prolongée contre ses rivaux, les Rokkaku et les Hosokawa.
À sa mort, son fils adopté, Yoshitsugu, fils de Sogō Kazunari, son frère cadet, lui succède.

## Source de la traduction
- (en) Cet article est partiellement ou en totalité issu de l’article de Wikipédia en anglais intitulé « Miyoshi Nagayoshi » (voir la liste des auteurs).